# Денеш, Анастасия Олеговна
Анастасия Олеговна Денеш (род. 2 февраля 1982 года) — российский художник-живописец, мозаичист, член-корреспондент РАХ (2021).

## Биография
Родилась 2 февраля 1982 года, живёт и работает в Москве.
В 2006 году — окончила мастерскую монументальной живописи Московского художественного института имени В. И. Сурикова, где училась у Е. Н. Максимова.
В 2021 году — избрана членом-корреспондентом Российской академии художеств от Отделения живописи.

## Творческая деятельность
Основные произведения
- мозаичная икона «Богородица Одигитрия» для Свято-Елизаветинского монастыря (Екатеринбург, 2007);
- мозаики трёх апсид, мозаичная композиция «Успение Божией Матери» на западной стене, композиции «Сретение Господне» и «Благовещение Пресвятой Богородицы» на южной и северной стенах, образ Божией Матери в центральной конхе, а также образ Покрова Богородицы на северном фасаде храма Покрова Божией Матери в Ясенево (Москва, 2009—2013);
- мозаики алтаря храма в честь иконы Нечаянная радость в г. Алатырь (в соавторстве с А. В. Мальцевым, 2010);
- мозаичное убранство храма Покрова Пресвятой Богородицы в Ясенево (в соавторстве с А. В. Мальцевым, 2011—2014);
- серия работ для Свято-Варсонофиевского монастыря (Мордовия);
- икона для храма Преображения Господня на г. Афон;
- мозаичный образ святителя Николая в Никольском храме (Куракино, Пензенская область);
- мозаика «Богородица на троне» для часовни в Симферополе (в соавторстве с А. В. Мальцевым, 2015);
- мозаичное убранство алтарной части собора Христа Спасителя в Калининграде (в соавторстве с А. В. Мальцевым, 2016—2017);
- руководитель группы по созданию мозаик для храма святого Саввы Сербского (Белград, 2016—2022).